# Dana Schoenfield
Dana Lee Schoenfield, nach Heirat Dana Lee Reyes, (* 13. August 1953 in Harvey, Illinois) ist eine ehemalige Schwimmerin aus den Vereinigten Staaten, die eine olympische Silbermedaille gewann.

## Karriere
Dana Schoenfield war 1972 Meisterin der Amateur Athletic Union über 200 Meter Brust. Bei den Olympischen Spielen 1972 in München schwamm sie im Vorlauf über 200 Meter Brust die viertbeste Zeit. Im Finale blieben die drei Schwimmerinnen, die im Vorlauf schneller geschwommen waren, hinter ihren Vorlaufzeiten zurück, während sich Schoenfield um fast zwei Sekunden steigern konnte. Nach 185 Metern holte sie die führende Galina Prosumenschtschikowa aus der Sowjetunion ein, wurde aber kurz vor dem Ziel von der Australierin Beverley Whitfield überholt. Whitfield siegte mit 0,34 Sekunden Vorsprung vor Schoenfield, die ihrerseits 0,31 Sekunden Vorsprung auf Prosumenschtschikowa hatte.
Dana Schoenfield schloss ihr Studium an der UCLA ab und arbeitete danach in der Public-Relations-Branche. Sie ist mit Robert Reyes verheiratet, der für die UCLA 1976 in der Rose Bowl antrat.